# Indigofera ogadensis
Indigofera ogadensis är en ärtväxtart som beskrevs av Jan Bevington Gillett. Indigofera ogadensis ingår i släktet indigosläktet, och familjen ärtväxter. Inga underarter finns listade i Catalogue of Life.